# Daisuke Fukushima
Daisuke Fukushima (福島 大輔, Fukushima Daisuke, né le 20 septembre 1977 à Sakura (Chiba)) est un cavalier japonais de saut d’obstacles.
Il participe aux Jeux olympiques d'été de 2016 à Rio de Janeiro, où il est éliminé lors du premier tour de qualification et est 13e par équipe.
Fukushima est également présent aux Jeux équestres mondiaux de 2010 et aux Jeux asiatiques de 2006.